# AKR1B1
AKR1B1 (англ. Aldo-keto reductase family 1 member B) – білок, який кодується однойменним геном, розташованим у людей на короткому плечі 7-ї хромосоми. Довжина поліпептидного ланцюга білка становить 316 амінокислот, а молекулярна маса — 35 853.
| 10         |  | 20         |  | 30         |  | 40         |  | 50         |
| ---------- |  | ---------- |  | ---------- |  | ---------- |  | ---------- |
| MASRLLLNNG |  | AKMPILGLGT |  | WKSPPGQVTE |  | AVKVAIDVGY |  | RHIDCAHVYQ |
| NENEVGVAIQ |  | EKLREQVVKR |  | EELFIVSKLW |  | CTYHEKGLVK |  | GACQKTLSDL |
| KLDYLDLYLI |  | HWPTGFKPGK |  | EFFPLDESGN |  | VVPSDTNILD |  | TWAAMEELVD |
| EGLVKAIGIS |  | NFNHLQVEMI |  | LNKPGLKYKP |  | AVNQIECHPY |  | LTQEKLIQYC |
| QSKGIVVTAY |  | SPLGSPDRPW |  | AKPEDPSLLE |  | DPRIKAIAAK |  | HNKTTAQVLI |
| RFPMQRNLVV |  | IPKSVTPERI |  | AENFKVFDFE |  | LSSQDMTTLL |  | SYNRNWRVCA |
| LLSCTSHKDY |  | PFHEEF     |  |            |  |            |  |            |

A: Аланін

C: Цистеїн

D: Аспарагінова кислота

E: Глутамінова кислота

F: Фенілаланін

G: Гліцин

H: Гістидин

I: Ізолейцин

K: Лізин

L: Лейцин

M: Метіонін

N: Аспарагін

P: Пролін

Q: Глутамін

R: Аргінін

S: Серин

T: Треонін

V: Валін

W: Триптофан

Кодований геном білок за функцією належить до оксидоредуктаз. 
Білок має сайт для зв'язування з НАДФ. 
Локалізований у цитоплазмі.